# De subtilitate
De subtilitate è un trattato di Gerolamo Cardano, la cui prima edizione risale al 1550. È una sorta di enciclopedia in 21 libri che racchiude tutta la conoscenza del XVI secolo, in cui convivono superstizioni medievali e brillanti anticipazioni.

## Storia editoriale
Cardano pare impiegasse solo otto mesi per comporre l'opera, il che sembra straordinario, considerando il gran numero di argomenti di cui si occupa. Ma trascorse poi molti anni a correggerla, ampliarla e riformularla. Tra la prima edizione del 1550 e la terza del 1560, l'ultima del autore, il testo è cresciuto del doppio.
L'opera reca le tracce di una scienza profonda, ma anche le vestigia dell'inconsistenza e del tumulto delle idee. Il titolo stesso sembra un enigma; l'autore in questo libro non si occupa di sottigliezza in sé, ma di scienze che chiama "sottili", cioè difficili da capire e ancora più difficili da esporre.
De subtilitate è un documento sullo stato della scienza nel XVI secolo, ma anche una vasta enciclopedia scientifica dove si avvicinano cosmologia, medicina, geometria, scienze naturali, crittografia, virtù delle pietre preziose, ecc.
Ebbe sedici edizioni dal 1550 al 1664.

### Traduzioni
L'opera fu tradotta in francese da Richard Leblanc nel 1556, a partire dall'edizione latina del 1554; comprende tutti i passaggi censurati e cancellati nelle edizioni successive ed è quindi molto più completa dell'opera originale. Questa traduzione ha avuto sette edizioni.

## Contenuti
L'opera intende coprire tutti gli argomenti. È comprensibilmente difficile mettere ordine in una tale massa di conoscenze, vere o errate, di osservazioni corrette o di ricette empiriche. È quasi altrettanto difficile riassumerlo.
In questo libro, Cardano afferma l'esistenza di una trasformazione di specie, entro i limiti del genere, prendendo l'esempio del cane che sarebbe nato dal lupo, e che tornerebbe lupo se lasciato alla vita selvaggia, mentre al contrario il lupo addomesticato diventerebbe un cane, o l'esempio del ragazzo selvaggio che ridiventerebbe un animale. Secondo lo storico della scienza Pierre Duhem, Cardano si ispirò alle tesi di Leonardo da Vinci riguardanti la geologia, essendo stato Leonardo uno dei primi a concepire l'immensa durata del tempo geologico.
Secondo Stanislas de Guaita questo trattato sarebbe stato costruito esotericamente : i 21 libri che lo compongono rappresenterebbero le 21 chiavi dei tarocchi. Ciascuno dei suoi libri presenta una rubrica speciale.
Il primo libro è intitolato L'essenza delle cose, il vuoto e il movimento. Il secondo libro è intitolato Gli elementi e le loro azioni. I successivi libri trattano di Cielo, Luce, Composti metallici, Metalli, Pietre, Piante (libri da II a VII). L'ottavo libro tratta degli animali generati dalla putrefazione, il nono libro tratta dell'uomo, i libri seguenti trattano i sensi e le cose sensibili, l'anima e l'intelligenza, le sottigliezze non necessarie, scienze.; Arti (libri dal X al XVII); Invenzioni meravigliose e cose incredibili XVIII° libro). Gli ultimi tre libri sono intitolati : Spiriti, angeli, Dio e l'universo.
Numerosissime le singolarità seminate a profusione in questo trattato, pieno di argomenti diversissimi. Nonostante superstizioni e puerilità, il libro di Cardano rimane un'opera originale.

## Accoglienza e critica
L'opera di Cardano fu severamente criticata dal 1557 da Giulio Cesare Scaligero, il che non fece che aumentare la fama delle sue tesi.

Secondo Jean-Claude Margolin: 

## Influenza culturale
Molti studiosi e poeti francesi hanno meditato sull'opera apparsa nella biblioteca di Pierre de Ronsard, che Ambroise Paré cita nella sua Chirurgia e di cui gli studiosi libertini del XVII secolo fecero la loro delizia.